# 田口成光
田口 成光（たぐち しげみつ、1944年2月4日 - ）は、日本の脚本家、構成作家、プロデューサー。

## 来歴
長野県飯田市出身。長野県飯田高等学校を経て日本大学芸術学部を卒業後、脚本家を目指して1967年に円谷プロダクション（以下、円谷プロ）へ入社。しかし、円谷プロの意向で『ウルトラセブン』などの特撮班助監督を経験することになり、同社の作品数が激減した1960年代末に企画室の勤務へ就いた。
1971年に放映された『帰ってきたウルトラマン』で、TBSのプロデューサーだった橋本洋二から深夜に及ぶ書き直し要求を経て、第8話「怪獣時限爆弾」が初採用され脚本家としてデビュー。以降は円谷プロで企画室長として1970年代の「第2期ウルトラシリーズ」『ミラーマン』などを企画し、脚本も執筆した。第1期・第2期ウルトラシリーズを通じてメインライターを2作品続けたのは、金城哲夫と田口成光のみである。
1973年に『ウルトラマンタロウ』の中盤で円谷プロを退社。その後はフリーランスになり『ウルトラマンレオ』まで企画、メインライターを務めた。
フリー後、同年に放映していた『走れ!ケー100』『若い!先生』『刑事くん』などの一般ドラマの脚本を執筆しながら『ジャンボーグA』『SFドラマ 猿の軍団』『恐竜探険隊ボーンフリー』など、円谷プロ特撮作品の脚本も執筆している。
1980年より『ニルスのふしぎな旅』のシリーズ構成担当を皮切りに、円谷プロ時代に交流があった藤川桂介からの要請もあり『新竹取物語 1000年女王』『六神合体ゴッドマーズ』『機甲艦隊ダイラガーXV』などの脚本に参加した後、主な活動の場を特撮からテレビアニメへと移した。その後もテレビアニメ『特装機兵ドルバック』のシリーズ構成を務める一方で『あばれはっちゃく』全シリーズや『ちびっこかあちゃん』『ハウスこども傑作シリーズ』など、児童向けテレビドラマへ多くの脚本を執筆。
また特撮の方は1980年に放映された『ウルトラマン80』へ参加し、第7話「東京サイレント作戦」1本を担当した。未発表作品を含めると『巨獣特捜ジャスピオン』があり、検討用脚本として1本執筆している。
タカトクトイスの倒産など玩具スポンサーの相次ぐ淘汰や撤退、さらにファミコンブームの影響により、テレビアニメの作品数も一時的に減少した1985年以降は『ニルスのふしぎな旅』のアニメーション制作会社であるスタジオぴえろの文芸社員へ転じた。同社在籍中の参加作品に『まじかるハット』『江戸っ子ボーイ がってん太助』『ちいさなおばけアッチ・コッチ・ソッチ』などがある。
その後はセガでゲーム企画プロデューサーなどを経て、現在フリーの脚本家として活動中。

## 主な参加作品
※太字表記の作品は、メインライター（シリーズ構成）として参加したもの。

### 特撮
- ウルトラセブン
  - 「認識票 No.3」（朝日ソノラマの宇宙船文庫『ノンマルトの使者　金城哲夫シナリオ傑作集』に、金城哲夫の名義で収録された未定稿）[2]
- 帰ってきたウルトラマン
- ミラーマン
- ウルトラマンA
- 緊急指令10-4・10-10
- ジャンボーグA
- ウルトラマンタロウ ※挿入歌「ウルトラの母のバラード」の作詞も担当
- SFドラマ 猿の軍団
- ウルトラマンレオ
- アクマイザー3
- ぐるぐるメダマン
- 恐竜探険隊ボーンフリー
- 快傑ズバット
- 恐竜大戦争アイゼンボーグ
- 小さなスーパーマン ガンバロン
- 恐竜戦隊コセイドン
- ウルトラマン80

### テレビドラマ
- 走れ!ケー100
- 刑事くん
- 若い!先生
- 夜明けの刑事
- 敬礼!さわやかさん
- 土曜ワイド劇場・怪奇! 巨大蜘蛛の館 ※単発ドラマ
- ちびっ子かあちゃん
- ハウスこども傑作シリーズ
- 俺はあばれはっちゃく
- 男!あばれはっちゃく
- 痛快あばれはっちゃく
- 逆転あばれはっちゃく
- 意地悪ばあさん（フジテレビ版）
- エプロンおばさんスペシャル（フジテレビ版）

### テレビアニメ
- 草原の少女ローラ
- まんが日本絵巻
- 魔女っ子チックル
- ニルスのふしぎな旅
- 新竹取物語 1000年女王
- 六神合体ゴッドマーズ
- まいっちんぐマチコ先生
- 機甲艦隊ダイラガーXV
- 特装機兵ドルバック
- ルパン三世 PARTIII
- ゴッドマジンガー
- チックンタックン
- よろしくメカドック
- オバケのQ太郎（1985年）
- ロボタン（1986年）
- Bugってハニー
- まじかるハット
- からくり剣豪伝ムサシロード
- 江戸っ子ボーイ がってん太助
- ちいさなおばけアッチ・コッチ・ソッチ
- バロムワン

## 註釈
1. 1 2  「STAFF INTERVIEW 田口成光」『ウルトラセブンイズム』辰巳出版〈タツミムック〉、2002年11月15日、72 - 73頁。ISBN 4-88641-779-5。
2. ↑  『語れ!ウルトラマン　兄弟激闘編』（発売：KKベストセラーズ）34頁